# Сенад Тигань
Сена́д Ти́гань (словен. Senad Tiganj, нар. 28 серпня 1975, Любляна) — словенський футболіст, що грав на позиції нападника.

## Клубна кар'єра
У дорослому футболі дебютував 1993 року виступами за команду клубу «Свобода» (Любляна), в якій провів один сезон, взявши участь лише у 5 матчах чемпіонату.
Згодом з 1998 по 2003 роки грав у складі команд клубів «Коротан», «Мура 05» та «Олімпія» (Любляна).
Своєю грою за останню команду привернув увагу представників тренерського штабу клубу «Карпати» (Львів), до складу якого приєднався 2003 року. Відіграв за «зелено-білих» менше одного сезону своєї ігрової кар'єри.
Протягом 2004–2009 років захищав кольори клубів «Рієка», «Любляна», «Рот-Вайс» (Ерфурт), «Вакер» (Бургхаузен), «Ян» (Регенсбург), «Драва», «Капфенберг», «Клагенфурт», «Алюміній», «Драва» та «Олімпія» (Любляна).
Завершив професійну ігрову кар'єру у нижчоліговому клубі «Шенчур», за команду якого виступав протягом 2010 року.

## Виступи за збірну
2001 року дебютував в офіційних матчах у складі національної збірної Словенії. Протягом кар'єри у національній команді, яка тривала усього 2 роки, провів у формі головної команди країни 4 матчі, забивши 1 гол.
У складі збірної був учасником чемпіонату світу 2002 року в Японії та Південній Кореї.

### Таблиця матчів
| # | Дата       | Місце зустрічі            | Суперник          | Рахунок | Результат | Змагання                                      |
| - | ---------- | ------------------------- | ----------------- | ------- | --------- | --------------------------------------------- |
| 1 | 2001-10-06 | Стадіон Бежиград, Любляна | Фарерські острови | 3-0     | 3-0       | Чемпіонат світу з футболу 2002 (кваліфікація) |
| 2 | 2002-15-02 | Стадіон Бежиград, Любляна | Туніс             | 1-0     | 1-0       |                                               |
| 3 | 2002-17-04 | Стадіон Бежиград, Любляна | КНР               | 0-0     | 0-0       |                                               |
| 4 | 2002-12-06 | Стадіон Джеджу, Соґвіпхо  | Парагвай          | 1-0     | 1-3       | Чемпіонат світу з футболу 2002                |